# 日本将棋連盟
公益社団法人日本将棋連盟（こうえきしゃだんほうじん にほんしょうぎれんめい、英字表記：Japan Shogi Association）は、将棋の棋戦を主催し、棋士および女流棋士の活動を通じて将棋の普及発展を担う公益社団法人。
「将棋の普及発展と技術向上を図り、我が国の文化の向上、伝承に資するとともに、将棋を通じて諸外国との交流親善を図り、もって伝統文化の向上発展に寄与すること」を目的とする。
法人の正会員を棋士（四段以上）、女流棋士（タイトル獲得者又は女流四段以上、公益社団法人化〈2011年〉以降）とし、正会員を法令上の「社員」として団体が組織され、正会員により構成される「棋士総会」（法令上の「社員総会」）で2年ごとに選出された役員および職員によって運営される。正会員以外の会員として「準会員」（女流2級から女流三段までの女流棋士、および指導棋士）、「賛助会員」「特別会員」がおかれる。
日本将棋連盟に所属する棋士・女流棋士は東京本部・関西本部のいずれか一方に所属し、日本将棋連盟は東西にそれぞれ「将棋会館（東京本部）」「関西将棋会館（関西本部）」を設置している。また、普及拠点として「東海普及連合会」（旧東海本部）や各地域支部が設けられている。

## 沿革

### 前史
1612年に初代大橋宗桂が徳川家康から将棋所（名人）に任ぜられたのが現在のプロ将棋界の起源である。
江戸時代には、初代宗桂が興した大橋本家、初代宗桂の子・初代大橋宗与が興した大橋分家、初代宗桂の孫娘の婿・初代伊藤宗看が興した伊藤家の家元三家の中から棋力の秀でた者が名人位を襲い、江戸幕府の権威を背景に将棋界を牽引してきた。
しかし、1868年に江戸幕府が崩壊すると、家元三家は後ろ盾を失い、将棋界も混乱に陥る。1879年に伊藤家の八代伊藤宗印が将棋所を復興して名人を襲位するも、1893年に死去して伊藤家は断絶。それ以前の1881年には大橋分家の九代大橋宗与が投獄の末獄死して断絶しており、家元は大橋本家を残すのみとなった。大橋本家の十二代大橋宗金は棋力に乏しく、結局1898年に大橋本家の門人であった小野五平が名人となり、家元制の時代は終わりを告げた。

### 前身団体の結成から棋界統一まで
家元の権威が失われたことにより、この後、棋界は様々な将棋団体が乱立して、離合集散を繰り返すようになる。小野の次代の名人候補と目されていた実力者は、八代伊藤宗印門下の関根金次郎、大阪の小林東伯斎（元は大橋分家の門人で後に大橋本家・天野宗歩の弟子）門下で東京で活動していた井上義雄、同じく小林門下で関西で活動していた阪田三吉（当時は坂田三吉）の3名であった。これら3名とその弟子たちによって現在の日本将棋連盟の原型となる将棋団体が結成されることになる。
東京将棋連盟が創立した1924年9月8日を日本将棋連盟では創立記念日と定めている。この日付にしたがって日本将棋連盟は1999年に創立75周年、2005年に創立81周年、2014年に創立90周年を祝っている。
1924年には日本棋院（7月17日）と国際チェス連盟（7月20日）も設立されている。
時系列で整理すると以下のようになる。
- 1909年8月8日 - 東京で活動していた関根派と井上派とが合同して「将棋同盟会」を結成。
- 1909年10月3日 - 「将棋同盟会」が「将棋同盟社」に改称。
- 1910年1月 - 井上派が「将棋同盟社」を脱退して「将棋同志会」を結成。
- 1910年10月 - 大阪で活動していた阪田派が「関西将棋研究会」を結成。
- 1912年 - 井上派から門下の大崎熊雄（元は関根門下）と谷頭喜祐らのグループが分裂。大崎・谷頭派が「将棋同志会」を脱退して「東京将棋社」を結成。
- 1916年ごろ - 「東京将棋社」が「東京将棋研究会」となる。
- 1917年 - 関根派から門下の土居市太郎らのグループが分裂。「将棋同盟社」は土居派のものとなり、関根派は「将棋同盟社」を脱退して「東京将棋倶楽部」を結成[注 3]。
- 1919年ごろ - 関根門下の木見金治郎が「東京将棋倶楽部」を脱退して関西に移り、後に「棋正会」を結成[注 4]。
- 1920年 - 井上が死去。「将棋同志会」は自然消滅して所属棋士は他派に合流する。
- 1921年ごろ - 谷頭が死去。「東京将棋研究会」は大崎派のものとなる。
- 1921年 - 名人の小野五平が死去。これを受け、土居、大崎、阪田ら各派の同意のもとに関根が名人襲位[注 5]。
- 1923年 - 関東大震災をきっかけに東京将棋界統一の機運が高まる。
- 1924年9月8日 - 関根派の「東京将棋倶楽部」、土居派の「将棋同盟社」、大崎派の「東京将棋研究会」が合併。東京の将棋界が統一される。関根が名誉会長、土居が会長となり、「東京将棋連盟」が結成される。
- 1925年 - 「関西将棋研究会」の阪田が関西名人を名乗り、「東京将棋連盟」から追放される。以後、東京系の棋戦に参加できなくなる。
- 1927年 - 関西で活動していた木見派の「棋正会」が「東京将棋連盟」に合流。東京のみの団体ではなくなったことから「日本将棋連盟」に改称。
- 1932年 - 阪田派から門下の神田辰之助（元は木見門下）らのグループが分裂。神田派は「関西将棋研究会」を脱退して「十一日会」を結成。阪田派は実質的に阪田一人となる[注 6]。
- 1935年 - 関根が実力名人制の導入を発表。初代実力制名人を八段の棋士によって争うことが決まる。
- 1935年 - 「十一日会」の神田が八段昇段をかけて「日本将棋連盟」のトップ棋士たちと対局。好成績を残すも八段昇段が認められなかった。
- 1935年11月 - 神田の八段昇段（名人戦参加権）を支持する花田長太郎（関根門下）や金子金五郎（土居門下）らの一派が日本将棋連盟を脱退。神田の「十一日会」と合流して「日本将棋革新協会」を結成。騒動の責任を取って「日本将棋連盟」の幹部は総辞職し、会長不在となる（神田事件）。
- 1936年 - 八代伊藤宗印門下（関根の兄弟子）で実業家・政治家に転身していた小菅剣之助の仲裁により、神田の名人戦参加を認めることで両者は和解。「日本将棋連盟」と「日本将棋革新協会」が合併して「将棋大成会」となる。会長は関根。
- 1937年2月 - 関根門下で元会長の金易二郎の仲介により、阪田三吉の「将棋大成会」への参加が認められる。これにより、家元制崩壊以降分裂していた棋界は完全に統一される。

### 棋界統一後
- 1937年00月00日 - 第1期名人戦が終了し木村義雄が実力制の最初の名人に決定。
- 1938年00月00日 - 木村が名人の座に就き、将棋大成会の会長にもなる。
- 1947年00月00日 - 名称を日本将棋連盟として、会長に木村義雄が就任。
- 1949年07月29日 - 「社団法人日本将棋連盟」として社団法人化。
- 1975年00月00日 - 女流棋士の初の棋戦・第1期女流名人位戦が行われ、蛸島彰子が初代女流名人となる。
- 1977年04月01日 - 同日時点の現役者と存命引退者に「棋士番号」付与。
- 1987年11月00日 - 第1期竜王戦が始まる。
- 1989年00月00日 - 下部組織として女流棋士会が発足。
- 1999年00月00日 - 第1回「国際将棋フォーラム」を主催。これより三年に一度の開催。
- 2005年00月00日 - 将棋界で俗に言われる「盤寿」にあたる創立81周年を迎え、記念のイベントなどを開催。
- 2007年00月00日 - 女流棋士の一部が「日本女子プロ将棋協会（LPSA）」として分離・独立。
- 2008年05月00日 - 「将棋世界」誌6月号において、米長邦雄会長（当時）が、「公益法人制度改革」[注 7]に伴い、「公益社団法人」の許可を目指すため、改革の必要があることを表明。
- 2009年03月30日 - 刊行物の制作・販売を同4月から毎日コミュニケーションズ（現:マイナビ）に委託すると発表[9]。
- 2009年04月01日 - 女流棋士も含む新たな「棋士会」が発足。初代会長は谷川浩司。女流棋士会は存続（ただし、女流棋士会独自の役員制度は廃止）。
- 2010年08月23日 - 奨励会入会試験に、中華人民共和国上海在住の張鑫（ツァンシン）が6級に合格し、外国人初の奨励会員となる[10]。
- 2010年11月12日 - 臨時総会において女流四段以上およびタイトル経験のある女流棋士を正会員とすることを決議[11]。
- 2011年03月04日 -  公益認定等委員会が、日本将棋連盟の公益社団法人への移行認定を答申[12]。
- 2011年04月01日 - 公益社団法人化し「公益社団法人日本将棋連盟」となる[13]。
- 2014年00月00日 - 日本将棋連盟90周年。
- 2017年02月20日 - ポーランド人のカロリーナ・ステチェンスカが女流2級となり、棋士・女流棋士を通じ将棋界初の日本国籍を有さないプロとなった。
- 2024年09月00日 - 日本将棋連盟100周年。渋谷区千駄ヶ谷に新会館「ヒューリック将棋会館千駄ヶ谷ビル」竣工。
- 2024年10月03日 - 東京の本部を新会館に移転（異動登記日）。
- 2025年06月06日 - 女流棋士の清水市代を初の女性会長として選出。

## 棋士総会
公益社団法人日本将棋連盟の社員総会として、棋士総会が行われる。会員の除名、連盟の役員（理事・監事）の選任又は解任や、定款の変更といった重要な事項を決議する。日本将棋連盟において、棋士総会に出席する「社員」は正会員（棋士、および、女流四段以上またはタイトル経験のある女流棋士）である。それ以外の女流棋士、および、奨励会員、指導棋士、支部会員らは連盟の正会員ではなく、棋士総会に参加する権利を持たない。
定例総会は年に1回、順位戦が開始される前の6月上旬に行われる。その他重要な議決が発生したときは、臨時総会が開かれることもある。

### 過去に棋士総会で決定した主な議決事項
- 1976年 - 臨時総会で名人戦の主催が朝日新聞社から毎日新聞社に移ることが承認される。
- 2005年 - 瀬川晶司のプロ編入試験を実施することが決定する。
- 2006年 - 名人戦の移管問題についての議決。毎日新聞社の条件を受けて臨時総会で毎日との契約を継続するかどうかを表決で決定する。臨時総会において、毎日側の提案を否決。同年アマチュア選手のプロ編入制度が正式に承認される。
  -  ウィキニュースに関連記事があります。日本将棋連盟、プロ編入制度創設
- 2019年 - 将棋会館の建て替え問題について、まずは東京について現在地での建て替えを断念し、千駄ケ谷駅前にヒューリックが保有するビルの建て替えに合わせ、同ビルの一部を所有する方向で交渉を進めることが決議された（詳細は将棋会館#将来構想を参照）。

## 役員
役員の任期はおよそ2年である。定款第23条の規定により2年おきの総会の終結が区切りとなるため、総会の日程によっては2年に満たない（もしくは超える）場合がある。役員は、棋士総会の決議によって選任する。
公益社団法人移行以後は、総会に先立って4月頃に「予備選挙」を行い、正会員による互選で選ばれた棋士・女流棋士、および職員からなる常勤理事候補と、連盟事務局の推薦した棋士・女流棋士・外部有識者等からなる非常勤理事候補・監事候補を選出し、これらの候補者を棋士総会で選任する形を取っている。

### 現体制
常勤理事
2025年6月6日より
| 役職             | 名前     | 段位・称号・職業                                    | 担当                        |
| ---------------- | -------- | --------------------------------------------------- | --------------------------- |
| 会長             | 清水市代 | 女流棋士・女流七段 （クイーン四冠）                 | （2017 - 2025年：常務理事） |
| 専務理事         | 脇謙二   | 棋士・九段                                          | 関西本部 普及推進部         |
| 常務理事         | 森下卓   | 棋士・九段                                          | 普及推進部                  |
| 常務理事（新任） | 糸谷哲郎 | 棋士・八段                                          | 関西本部 総務・棋戦運営部   |
| 常務理事         | 片上大輔 | 棋士・七段                                          | 総務部                      |
| 常務理事（新任） | 千葉幸生 | 棋士・七段                                          | 店舗事業部                  |
| 常務理事（新任） | 瀬川晶司 | 棋士・六段                                          | 企画広報部                  |
| 常務理事         | 佐竹康峰 | 東京スター銀行元取締役会長 日本オペラ振興会元理事長 | 棋戦運営部                  |

非常勤理事
2025年6月6日より
| 役職         | 名前     | 段位               | 職業                                   |
| ------------ | -------- | ------------------ | -------------------------------------- |
| 理事         | 松本大   | -                  | 公益社団法人関西経済連合会相談役       |
| 理事（新任） | 伊丹俊彦 | -                  | 弁護士、長島・大野・常松法律事務所顧問 |
| 理事（新任） | 木村草太 | -                  | 東京都立大学教授                       |
| 理事         | 斎田晴子 | 女流棋士・女流五段 | （2019 - 2025年：非常勤理事）          |
| 理事         | 行方尚史 | 棋士・九段         | （2023 - 2025年：非常勤理事）          |
| 理事（新任） | 中村太地 | 棋士・八段         | -                                      |

監事
2025年6月6日より
| 役職         | 名前     | 職業         |
| ------------ | -------- | ------------ |
| 監事（再任） | 松岡幸秀 | 公認会計士   |
| 監事（再任） | 佐藤義則 | 九段（引退） |

#### 顧問
2022年6月10日 理事会において選定・就任
- 大西朗：株式会社豊田自動織機 取締役社長
- 加藤丈夫：独立行政法人国立公文書館前館長、富士電機元取締役会長
- 峰岸真澄：株式会社リクルートホールディングス代表取締役会長兼取締役会議長

### 過去の体制

#### 2023年-2025年
常勤理事
2023年6月9日より2025年6月6日まで
| 役職             | 名前     | 段位・称号・職業                                    | 担当                     |
| ---------------- | -------- | --------------------------------------------------- | ------------------------ |
| 会長（新任）     | 羽生善治 | 九段（永世七冠資格保持者）                          |                          |
| 専務理事         | 脇謙二   | 九段                                                | 関西本部総務・棋戦運営部 |
| 常務理事         | 井上慶太 | 九段                                                | 関西本部普及推進部       |
| 常務理事         | 森下卓   | 九段                                                | 総務部                   |
| 常務理事         | 清水市代 | 女流七段（クイーン四冠）                            | 棋戦運営部               |
| 常務理事         | 西尾明   | 七段                                                | メディア部               |
| 常務理事（新任） | 片上大輔 | 七段                                                | 普及推進部               |
| 常務理事         | 佐竹康峰 | 東京スター銀行元取締役会長 日本オペラ振興会元理事長 | 棋戦運営部               |

非常勤理事
2023年6月9日より2025年6月6日まで
| 役職         | 名前       | 段位     | 職業                                                      |
| ------------ | ---------- | -------- | --------------------------------------------------------- |
| 理事         | 森詳介     | -        | 公益社団法人関西経済連合会相談役                          |
| 理事         | 岡野貞彦   | -        | 公益社団法人経済同友会事務局長・代表理事                  |
| 理事         | 遠藤龍之介 | -        | 株式会社フジテレビジョン取締役副会長                      |
| 理事（新任） | 松本大     | -        | マネックスグループ株式会社取締役会議長兼代表執行役社長CEO |
| 理事         | 杉本昌隆   | 八段     | （2012 - 2014年、2021 - 2023年：非常勤理事）              |
| 理事         | 斎田晴子   | 女流五段 | （2019 - 2023年：非常勤理事）                             |
| 理事（新任） | 行方尚史   | 九段     | -                                                         |

監事
2023年6月9日より2025年6月6日まで
| 役職         | 名前     | 職業         |
| ------------ | -------- | ------------ |
| 監事（再任） | 松岡幸秀 | 公認会計士   |
| 監事（再任） | 佐藤義則 | 九段（引退） |

#### 2023年以前
公益社団法人移行後の2011年以降のみ。
|             | 会長                          | 専務理事                     | 常務理事                                                                                       | 理事     | 非常勤理事                             | 監事     |                      |
| ----------- | ----------------------------- | ---------------------------- | ---------------------------------------------------------------------------------------------- | -------- | -------------------------------------- | -------- | -------------------- |
| 2011 - 2012 | 米長邦雄                      | 谷川浩司                     | 東和男 / 田中寅彦 中川大輔(2011年12月21日辞任)                                                 | 北島忠雄 | 島朗 谷川治恵                          | 滝誠一郎 | [ 20 ] [ 21 ] [ 22 ] |
| 2012 - 2013 | 米長邦雄 (2012年12月18日死去) | 谷川浩司                     | 東和男 / 田中寅彦                                                                              | 北島忠雄 | 島朗 杉本昌隆 藤井猛 深浦康市 谷川治恵 | 滝誠一郎 | [ 23 ] [ 24 ]        |
| 2012 - 2013 | 谷川浩司 (2012年12月25日選任) | 田中寅彦                     | 東和男 島朗(2013年1月1日より)                                                                  | 北島忠雄 | 杉本昌隆 藤井猛 深浦康市 谷川治恵      | 滝誠一郎 | [ 25 ] [ 26 ]        |
| 2013 - 2014 | 谷川浩司                      | 青野照市                     | 東和男 / 島朗 / 中川大輔                                                                       | 片上大輔 | 杉本昌隆 藤井猛 深浦康市 谷川治恵      | 滝誠一郎 | [ 27 ] [ 28 ]        |
| 2014 - 2015 | 谷川浩司                      | 青野照市                     | 東和男 / 島朗 / 中川大輔                                                                       | 片上大輔 | 谷川治恵                               | 滝誠一郎 | [ 29 ] [ 30 ]        |
| 2015 - 2016 | 谷川浩司                      | 青野照市                     | 東和男 / 島朗 / 中川大輔 片上大輔 / 佐藤秀司                                                   | -        | 井上慶太 谷川治恵                      | 淡路仁茂 | [ 31 ] [ 32 ]        |
| 2016 - 2017 | 谷川浩司 (2017年2月6日辞任)   | 青野照市 (2017年2月27日解任) | 東和男 島朗(2017年2月6日辞任) 中川大輔(2017年2月27日解任) 片上大輔(2017年2月27日解任) 佐藤秀司 | -        | 井上慶太 谷川治恵                      | 淡路仁茂 | [ 33 ] [ 34 ] [ 35 ] |
| 2016 - 2017 | 佐藤康光 (2017年2月6日選任)   | 青野照市 (2017年2月27日解任) | 東和男 島朗(2017年2月6日辞任) 中川大輔(2017年2月27日解任) 片上大輔(2017年2月27日解任) 佐藤秀司 | -        | 井上慶太 谷川治恵                      | 淡路仁茂 | [ 36 ] [ 37 ]        |
| 2016 - 2017 | 佐藤康光 (2017年2月6日選任)   | 東和男                       | 佐藤秀司 井上慶太(2017年2月6日選任)                                                            | -        | 谷川治恵                               | 淡路仁茂 | [ 38 ]               |
| 2017 - 2019 | 佐藤康光                      | 森内俊之                     | 井上慶太 / 脇謙二 森下卓 / 鈴木大介 清水市代                                                   | -        | 鈴木輝彦 長沢千和子                    | 淡路仁茂 | [ 39 ] [ 40 ]        |
| 2019 - 2021 | 佐藤康光                      | 脇謙二                       | 井上慶太 / 森下卓 鈴木大介 / 西尾明 清水市代                                                   | -        | 鈴木輝彦 斎田晴子                      | 佐藤義則 | [ 41 ] [ 42 ]        |
| 2021 - 2023 | 佐藤康光                      | 脇謙二                       | 井上慶太 / 森下卓 鈴木大介 / 西尾明 清水市代                                                   | -        | 杉本昌隆 斎田晴子                      | 佐藤義則 |                      |

### 歴代会長

#### 前身団体
- 東京将棋倶楽部（1924年合流） - 関根金次郎
- 将棋同盟社（1924年合流） - 土居市太郎
- 東京将棋研究会（1924年合流） - 大崎熊雄
- 棋正会（1927年合流） - 木見金治郎
- 日本将棋革新協会（1936年合流） - 花田長太郎

#### 東京将棋連盟（1924年 - 1927年）
- 1924年 - 土居市太郎

#### 日本将棋連盟（1927年 - 1936年）
- 1927年 - 関根金次郎
- 1932年 - 土居市太郎
- 1934年 - 金易二郎

#### 将棋大成会（1936年 - 1947年）
- 1936年 - 関根金次郎
- 1938年 - 木村義雄

#### 日本将棋連盟（1947年 - ）
1. ) 1947年00月 - 1948年00月：木村義雄
2. ) 1948年00月 - 1953年05月：渡辺東一[43]
3. ) 1953年05月 - 1955年03月：坂口允彦[43][44]
4. ) 1955年03月 - 1957年03月：萩原淳[44][45]
5. ) 1957年03月 - 1961年05月：加藤治郎[45][46]
6. ) 1961年05月 - 1967年05月：原田泰夫[46][47]
7. ) 1967年05月 - 1969年05月：坂口允彦（2度目）[47][48]
8. ) 1969年05月 - 1973年05月：丸田祐三[48][49]
9. ) 1973年05月 - 1974年07月：加藤治郎（2度目）[49][50]
10. ) 1974年07月 - 1976年12月：塚田正夫[50][51]
11. ) 1976年12月 - 1989年05月：大山康晴[注 11][51][52]
12. ) 1989年05月 - 2003年05月：二上達也[52]
13. ) 2003年05月 - 2005年05月：中原誠
14. ) 2005年05月 - 2012年12月：米長邦雄（現職のまま死去）
15. ) 2012年12月 - 2017年02月：谷川浩司
16. ) 2017年02月 - 2023年06月：佐藤康光
17. ) 2023年06月 - 2025年06月：羽生善治
18. ) 2025年06月 - 現任：清水市代（女性初）[53]

（数字は就任順、就任時-退任時）

## 棋士会
女流棋士も含む新たな「棋士会」が2009年4月1日に発足した。
| 就任・交代年月日  | 名誉棋士会長 | 会長     | 副会長                                      |
| ----------------- | ------------ | -------- | ------------------------------------------- |
| 2009年04月01日    | 中原誠       | 谷川浩司 | 清水市代 / 佐藤康光 / 森内俊之 / 矢内理絵子 |
| 2011年04月01日    | 中原誠       | 佐藤康光 | 矢内理絵子 / 中村修 / 井上慶太 / 村田智穂   |
| 就任・交代年月日  | 会長         | 会長     | 副会長                                      |
| 2011年04月11日    | 佐藤康光     | 佐藤康光 | 矢内理絵子 / 中村修 / 井上慶太 / 村田智穂   |
| 2013年00月00日 00 | 佐藤康光     | 佐藤康光 | 中村修 / 井上慶太 / 村田智穂                |
| 2015年06月04日    | 佐藤康光     | 佐藤康光 | 中村修 / 久保利明 / 室田伊緒                |
| 2017年01月31日    | （不在）     | （不在） | 中村修 / 久保利明 / 室田伊緒                |
| 2017年02月27日    | 中村修       | 中村修   | 久保利明 / 室田伊緒                         |
| 2017年05月29日    | 中村修       | 中村修   | 久保利明 / 畠山鎮                           |
| 2019年06月07日    | 中村修       | 中村修   | 畠山鎮 / 糸谷哲郎 / 遠山雄亮                |
| 2023年06月09日    | 中村修       | 中村修   | 糸谷哲郎 / 遠山雄亮 / 村山慈明              |
| 2025年06月06日    | 中村修       | 中村修   | 遠山雄亮 / 村山慈明 / 西川和宏              |

中原名誉棋士会長の任期は、70歳まで。しかし、2011年4月11日付けで名誉棋士会長を辞退。
この棋士会発足に伴い、女流棋士会独自の役員制度は廃止され、谷川治恵女流棋士会長らの役員は退任した。
谷川浩司初代会長の方針は、下記の通りである。
- 技術研鑽や普及活動の在り方などについて会議で議論する
- 棋士会主導のイベントなどを開催してファンと交流を深める

## 主な施設

### 本部・将棋会館

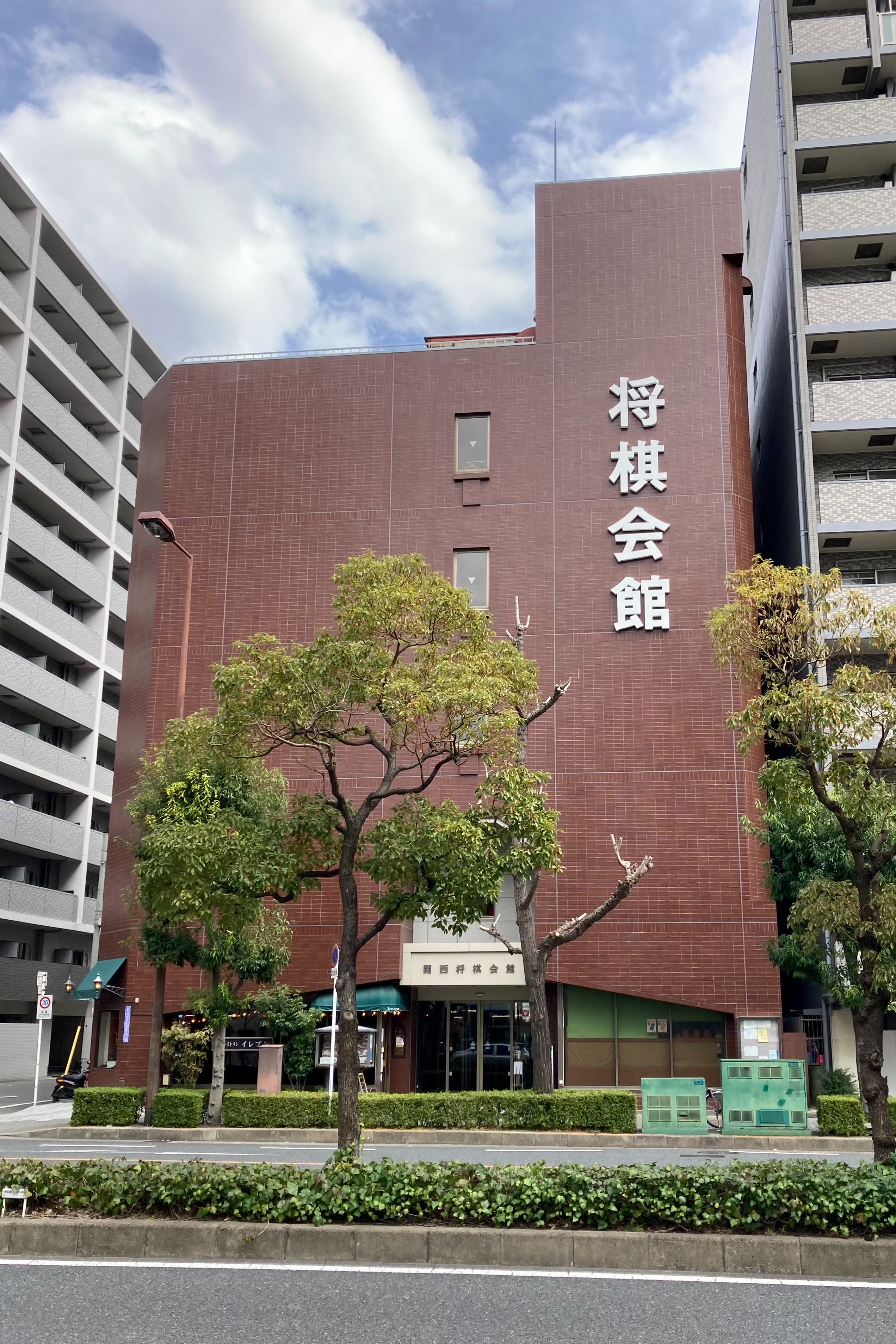
旧・関西将棋会館（大阪市福島区）

本部は3ヵ所に設けられていたが、公益社団法人発足に伴い、東海本部は、東海普及連合会と改称したため、2ヵ所となる。所在地は次の通り。
- 東京本部：東京都渋谷区千駄ヶ谷一丁目（ヒューリック将棋会館千駄ヶ谷ビル内）
- 関西本部：大阪府高槻市（関西将棋会館内）
- 東海普及連合会（旧東海本部）：愛知県名古屋市中区[注 12]

### その他
- 駒テラス西参道: 東京都渋谷区代々木四丁目16番1号 - 首都高速4号新宿線の高架下を利用した施設。2023年6月10日オープン。ギャラリー・カフェに加えホール・スタジオもあり、大盤解説会の他に『駒テラスへようこそ』（ミュージックバード、日曜13:00 - 13:55）のようなラジオ番組の収録にも使われる[63]。

### 過去の施設
- 東京・将棋会館（旧会館）：東京都渋谷区千駄ヶ谷二丁目に所在する1976年4月竣工の建造物。新会館（ヒューリック将棋会館）の竣工（2024年9月）により、2024年10月以降は新会館に東京本部機能を移転。対局場としての機能も2024年12月いっぱいで終え、2025年1月から新会館に完全移行予定。

- 旧・関西将棋会館：大阪府大阪市福島区6-3-11に所在する1981年7月竣工の建造物。新関西将棋会館（大阪府高槻市）の竣工（2024年11月）により、2024年11月28日の対局をもって関西本部の機能を移転。翌12月3日より対局場としての機能も含め新会館に移転。

- 新宿将棋センター：東京都新宿区西新宿7-1-8（ヒノデビル6階）に所在した将棋道場。元々は1970年代に個人経営の形で開設され、2011年より連盟直営で運営されてきたが、新型コロナの影響などもあり2021年3月末で閉鎖された[64]。

## 定期刊行物
- 将棋世界
- 週刊将棋（2016年3月30日号で休刊）
- 将棋年鑑[65]

## 部活動
棋士の任意活動としていくつかの部活動がある。
- 野球部「キングス（関東）」「シルバース（関西）」[66][67]
- 書道部[68][69]
- フットサル部[70][71]
- 囲碁部[72][73]

## オンライン将棋ゲーム
日本将棋連盟は将棋倶楽部24を運営し、将棋ウォーズを公認、81Dojoを後援している。これらのオンライン対局の成績に基づいて免状も発行している。

### 将棋ウォーズ棋神(プラットフォーム上のソフト指し)
将棋ウォーズは公式で5手単位でソフト（棋神）による代指し機能が使えるにも関わらず公認している。ただし、アプリ上の機能以外の将棋ソフトを用いた非公式な代指しは当然不正行為として禁止されている。

## 棋譜利用のガイドライン
1999年、日本将棋連盟は法的根拠がない（棋譜に著作権はない）ながらも収入問題に発展しかねないため、棋譜の頒布を控えてほしいとの「お願い」を行ってきた。2019年9月、「棋譜利用に関するお願い」として私的利用の範囲を超えた棋譜利用に事前申請を求め始める。利用料は商用、非商用で異なる。その後、棋譜の著作権について法的に様々な議論があるとした上で、ガイドラインが制定された。過去に民法上の不法行為に当たるとして、朝日新聞社と日本将棋連盟が共同で主催した棋戦に関する藤井聡太の棋譜を無断で中継した将棋系YouTuberに対し、権利侵害として配信中止を求めた事例があり、有名棋士の対局の場合、その知名度によるパブリシティ権の問題が発生し、損害賠償の対象となる。